# Kanupolo-Weltmeisterschaften 2020
Die Kanupolo-Weltmeisterschaften 2020 waren ursprünglich vom 8. bis zum 13. September in Rom in Italien geplant.
Die Weltmeisterschaften sollten für Damen, Herren und männliche und weibliche Junioren (U21) stattfinden. Sie wurden zunächst aufgrund der COVID-19-Pandemie auf 2021 verschoben. 2021 sollten sie dann ebenfalls in Rom vom 5. bis 10. Oktober stattfinden. Auch diese Veranstaltung musste wegen der Pandemie abgesagt werden. Die nächsten Weltmeisterschaften fanden deshalb erst 2022 in Saint-Omer in Frankreich statt. 
Das Turnier war mit 24 Herren- und 20 Damenmannschaften sowie 20 U21-Herren- und zwölf U21-Damenmannschaften geplant.